# سویناره
سویناره (به لاتین: Svinaře) یک منطقهٔ مسکونی در جمهوری چک است که در ناحیه بروون واقع شده‌است.